# Echinopsis huascha
Echinopsis huascha es una especie de plantas en la familia Cactaceae. Es endémica de Jujuy y Salta en Argentina. Es una especie común que se ha extendido por todo el mundo.[cita requerida]

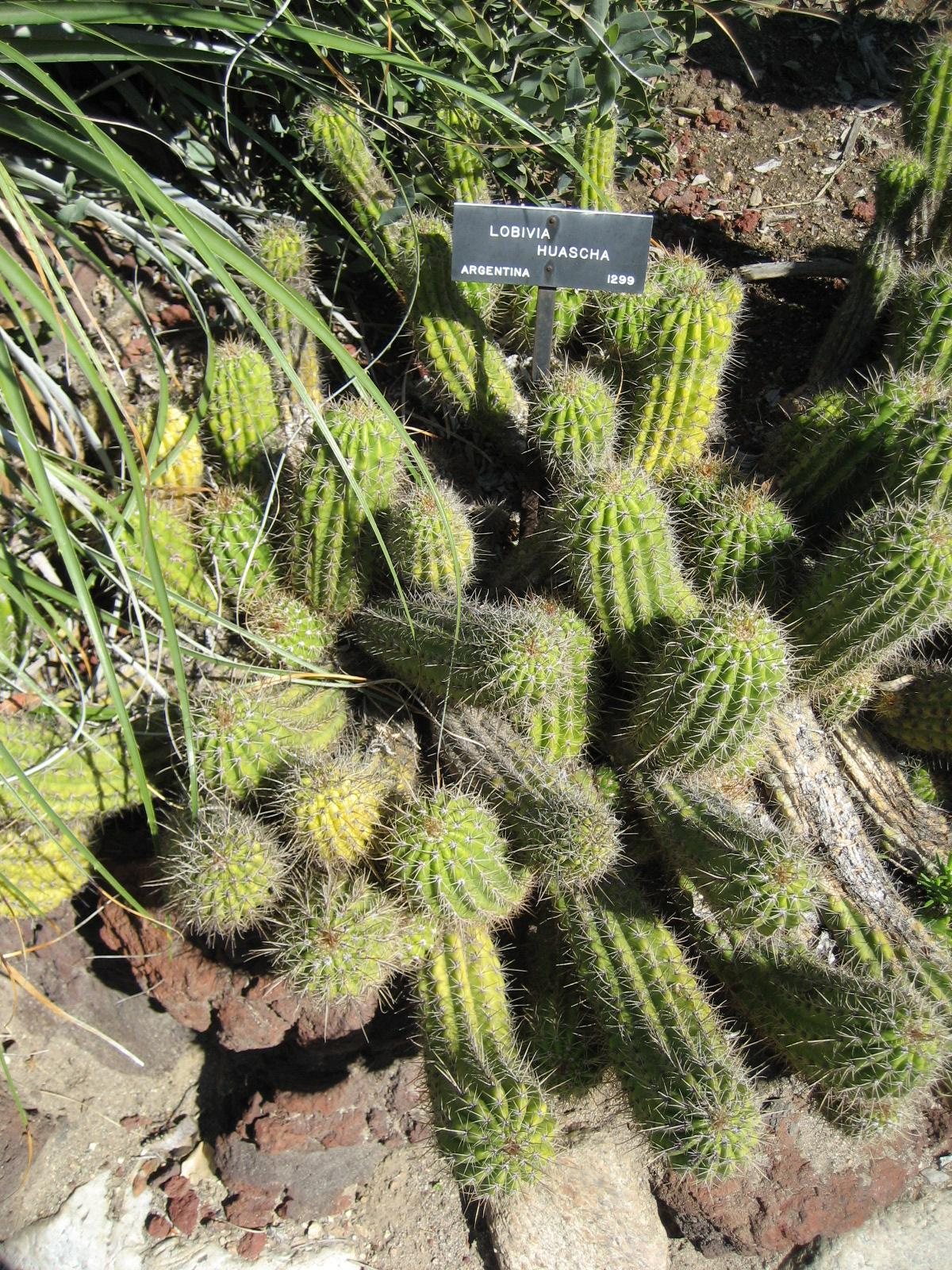
Vista de la planta

## Descripción
Son plantas que se ramifican por lo general en la base y forma grupos con alturas bajas de crecimiento de hasta 1 metro. El tallo cilíndrico, es de color verde brillante, erguido o arrastrándose con crecimiento erecto  de la puntas apicales, con 14 a 17 costillas de unos 5 centímetros de diámetro. Las areolas de color amarillento a marrón, de la que surgen espinas con forma de aguja, alcanzan diámetros de hasta 1 cm. Las 1-3 espinas centrales son ligeramente más gruesa que las espinas radiales y 2-7 cm de largo. Las 9 a 11 espinas radiales son de hasta 1,5 centímetros de largo.
Las flores en forma de embudo o de campana  aparecen en la proximidad del vértice, son muy variables. Abiertas de día tienen hasta 10 cm de largo y hasta 7 centímetros de diámetro. Los frutos son redondos u ovales de color verde amarillento o rojizo y alcanzan un diámetro de hasta 3 centímetros.[cita requerida]

## Taxonomía
Echinopsis huascha fue descrita por (F.A.C.Weber) H.Friedrich & G.D.Rowley y publicado en I.O.S. Bull. 3(3): 95 (1974).
</ref>
Etimología
Ver: Echinopsis
huascha epíteto de una palabra local de Argentina.
Sinonimia
| - Cereus huascha - Trichocereus huascha - Lobivia huascha - Helianthocereus huascha - Cereus andalgalensis - Lobivia andalgalensis - Trichocereus andalgalensis - Lobivia andalgalensis - Helianthocereus andalgalensis - Lobivia grandiflora - Chamaecereus grandiflorus - Helianthocereus grandiflorus | - Lobivia hylacantha - Helianthocereus hyalacanthus - Echinopsis lobivioides - Pseudolobivia lobivioides - Trichocereus lobivioides - Helianthocereus pecheretianus - Echinopsis pecheretiana - Trichocereus grandiflorus - Trichocereus rowleyi - Echinopsis rowleyi - Lobivia purpureominiata - Trichocereus catamarcensis |